# Emad el-Geziry
Emad Abdulrahman Ali el-Geziry (in arabo عماد عبدالرحمن على الجزيري‎?; Il Cairo, 14 novembre 1981) è un pentatleta egiziano.

## Biografia
Anche i suoi fratelli Amro e Omar sono pentatleti di caratura internazionale.
Ha rappresentato l'Egitto ai Giochi olimpici estivi di Sydney 2000, terminando al diciannovesimo posto in classifica nella gara maschile.

## Palmarès
In carriera ha conseguito i seguenti risultati:
- Mondiali:

Londra 2009: bronzo nel pentathlon moderno staffetta a squadre.